# Escuelas Públicas de Milford
Las Escuelas Públicas de Milford (Milford Public Schools) es un distrito escolar de Milford, Massachusetts, Estados Unidos. Robert A. Tremblay es el superintendente de las escuelas. La junta escolar tiene un presidente, un vicepresidente, y cinco miembros.
En 2007 el distrito comenzó una revisión de la curicculum, porque números crecientes de inmigrantes de Ecuador y Brasil.

## Escuelas
Escuela preparatoria:
- Escuela Superior de Milford (Milford High School)